# Atomistyka (album)
Atomistyka – album Elektrycznych Gitar, wydany 25 września 2006. Powstał z dziesięciu piosenek Kuby Sienkiewicza, trzech Piotra Łojka i dwóch Alka Koreckiego – uznanego polskiego saksofonisty i muzyka Elektrycznych Gitar. Na płytę trafiły utwory zarówno - jak to u Elektrycznych Gitar bywa - żartobliwe („Kiedy mówisz człowiek”), absurdalne („Coś”), ale też z wypowiedzią całkowicie serio. Dowodem na to, że zespół potrafi poważnie opisywać rzeczywistość, jest długa, ponad 7-minutowa „Krowa” - z wymową wegetariańską, jak i opowieść „O Lwowie”, czy „Świat”. Z płyty wydano na singlach „Czasy średnie” i „Kiedy mówisz człowiek”. Do tego ostatniego nakręcono teledysk. Album nie osiągnął już takiego rozgłosu, jak płyty grupy z lat 90., na które przypadł czas największych sukcesów Kuby Sienkiewicza i jego kolegów.

## Lista utworów
1. „Czasy średnie” (J. Sienkiewicz) – 2:46
2. „Ale bumerang” (J. Sienkiewicz) – 3:32
3. „Kiedy mówisz człowiek” (J. Sienkiewicz) – 2:34
4. „Ciemna materia” (J. Sienkiewicz) – 3:47
5. „Atomistyka” (J. Sienkiewicz) – 3:42
6. „Polifikcja” (J. Sienkiewicz) – 2:29
7. „Starość” (J. Sienkiewicz) – 3:15
8. „Chicagowskie noce” (J. Sienkiewicz) – 4:53
9. „Nie urosnę” (J. Sienkiewicz) – 2:57
10. „Świat” (P. Łojek) – 2:51
11. „O Lwowie” (P. Łojek) – 3:46
12. „Znany krzewiciel zalet” (A. Korecki) – 4:06
13. „Głęboka terapia” (J. Sienkiewicz) – 2:58
14. „Coś” (P. Łojek) – 2:59
15. „Krowa” (A. Korecki) – 7:40

## Wykonawcy
- Kuba Sienkiewicz – gitara elektryczna, śpiew
- Piotr Łojek – instrumenty klawiszowe, harmonijka ustna
- Tomasz Grochowalski – gitara basowa, kontrabas
- Aleksander Korecki – saksofon, flet
- Leon Paduch – perkusja